# Thomas Ian Griffith
Thomas Ian Griffith (Hartford, Connecticut, 18 de março de 1962) é um ator, produtor e roteirista norte-americano. Filho da professora de dança Mary Ann e de Thomas Joseph Griffith. Estudou no College of the Holy Cross, em Worcester, Massachusetts. Ele é faixa preta em Karatê e Taekwondo. Griffith é casado com a atriz Mary Page Keller e eles têm 2 filhos. Estrelou seu primeiro filme em 1989.

## Biografia
Estrelou na TV na novela Another World (série de TV)  (1984-1987) como Catlin Ewing, onde atuol junto com Mary Page Keller (sua atual esposa).
O primeiro filme de Griffith foi o longa-metragem The Karate Kid, Part III (Karatê Kid 3 - O Desafio Final, em português), de 1989, no qual interpretou Terry Silver, um descarregador de resíduos tóxicos e rival especialista em artes marciais que influencia Daniel LaRusso contra o seu amigo e mentor, o Sr. Miyagi.
Em 1998, Thomas Ian Griffith aparece no filme Vampires como o vampiro-mestre Jan Valek contra um grupo de caça-vampiros liderados por James Woods.
The Karate Kid, Part III e Vampiros de John Carpenter são seus filmes mais populares.
Em 1999, Griffith estrelou o filme Secret of Giving junto com Reba McEntire. No mesmo ano ele apareceu em um clipe dela para a música "What Do You Say".

## Filmografia
- Cobra Kai (2021)
- The Kidnapping/Black Friday (2007)
- Timecop 2: The Berlin Decision (2003)
- xXx (2002)
- Black Point (2001)
- The Sea Wolf (2001)
- Beyond the Prairie The True Story of Laura Ingalls Wilder Continues (2000)
- For the Cause (2000)
- Avalanche (1999)
- Secret of Giving (1999) (TV)
- Vampires (1998)
- Behind Enemy Lines (1997)
- Kull the Conqueror (1997)
- Hollow Point (1996)
- Excessive Force (1993)
- Ulterior Motives (1992)
- Rock Hudson (1990) (TV)
- The Karate Kid, Part III (1989)